# Locus
Locus (czyt. lokus; l.mn. loci, czyt. loc-i; łac. dosł. „miejsce”) – określony obszar chromosomu zajmowany przez gen. W obrębie chromosomu znajduje się wiele różnych loci; stanowią one rodzaj logicznych pojemników na samodzielne, ustrukturyzowane fragmenty informacji genetycznej, nazywane genami. W określonym locus mogą się znaleźć różne warianty związanego z nim genu (różniące się sekwencją nukleotydów w DNA); warianty te są nazywane allelami.
Wyodrębnienie loci w chromosomie jest możliwe m.in. dzięki badaniu odcinków DNA wymienianych podczas zjawiska crossing-over. Przyporządkowanie wszystkich loci do konkretnych miejsc określonych chromosomów nosi nazwę mapy genowej lub mapy genetycznej.
Podczas sekwencjonowania DNA podaje się rozmiar określonego locus oraz jego przesunięcie względem innych znanych punktów łańcucha DNA; wielkości te wyraża się w jednostkach bp (odpowiadających liczbie nukleotydów wzdłuż pojedynczej nici DNA). W różnych cząsteczkach DNA, wielkość w bp może być różna i locus oznacza się na podstawie innych cech podobieństwa, często odwołując się do zwyczajowej nazwy, najczęściej historycznie związanej z wcześniej znanym, występującym w pobliżu, kodującym genem.
Pojęcie locus jest również używane w opisie charakterystycznych miejsc chromosomu niebędących genami; mogą to być dowolne, wydzielone odcinki opisywanego DNA o dobrze określonej lokalizacji (zobacz np. markery genetyczne). Fragmenty DNA niebędące genami podlegają szczególnie dużej zmienności w obrębie populacji w związku z czym ich badanie pozwala na ustalanie stopnia pokrewieństwa. Przykładowo, nie zawierający żadnego genu locus 17.5-kb w DNA człowieka jest badany porównawczo dla potwierdzenia tożsamości.
O locus można mówić również w odniesieniu do lokalizacji określonej sekwencji w RNA.
Z założenia locus określonego genu jest stałe. Obserwuje się jednak odstępstwa od tej reguły. Geny o zmiennym locus to tzw. transpozony (geny skaczące, geny wędrujące), czyli fragmenty DNA, które zmieniają swoje locus na chromosomie, mogą się również przełączać pomiędzy różnymi chromosomami.

chromosom 6

## Nomenklatura
Dla określenia położenia danego genu w chromosomie stosuje się określone reguły nazewnictwa. Na przykład zapis 6p21.3, oznacza:
| Element nazwy | Wyjaśnienie |
| ------------- | --- |
| 6             | Numer chromosomu. |
| p             | Ramię chromosomu – p oznacza krótkie ramię, q – długie ramię. |
| 21.3          | Pierwsza cyfra (2) oznacza region na danym ramieniu chromosomu, następna (1) prążek w danym regionie, widoczny pod mikroskopem. Prążki liczy się od strony centromeru do końca chromosomu. W niektórych prążkach, przy wyższej rozdzielczości mikroskopu, można wyróżnić subprążki. Pozycję subprążka określa druga liczba (po kropce, tj. 3). |

Gen o locus 6p21.3 to zatem gen znajdujący się w chromosomie szóstym, na jego krótkim ramieniu, w regionie 2 w prążku 1 licząc od centromeru, w subprążku trzecim.
Niektóre położenie genów są określane jako przedział w chromosomie, np. locus genu OCA1 zapisuje się: „11q1.4-q2.1”. Oznacza to, że gen OCA1 znajduje się pomiędzy pasemkiem czwartym w paśmie pierwszym a pasemkiem pierwszym w paśmie drugim, na długim ramieniu chromosomu jedenastego.
Loci na końcówkach chromosomu zapisuje się, dodając po literce określającej ramię słówko tel. „2qtel” oznacza zatem końcówkę (telomer) długiego ramienia chromosomu drugiego.